# Wilkie Collins

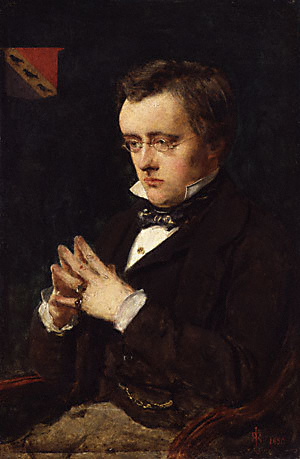
Wilkie Collins, 1850

William Wilkie Collins (Londres, 8 de janeiro de 1824 – 23 de setembro de 1889) foi um escritor, dramaturgo e contista inglês. 
Collins ficou famoso por seus livros A mulher de branco (1859) e A Pedra da Lua (1868), tido como o primeiro romance moderno de detetive. Nascido em Londres, cresceu na Itália, na França e inicialmente trabalhou como comerciante de chá. Depois da publicação de Antonina, seu primeiro livro, em 1850, Collins conheceu Charles Dickens, de quem se tornou amigo e mentor, tendo trabalhado juntos em peças de teatro e livros de ficção. 
Na década de 1860, Collins ganhou estabilidade financeira com a venda de seus livros, principalmente no exterior, mas depois de começar a sofrer de gota, ele também se tornou viciado em ópio, que tomava para dor. O vício fez sua saúde piorar na década seguinte. Ao todo escreveu 27 romances, mais de 50 contos, pelo menos 15 peças teatrais e mais 100 peças de não-ficção.

## Biografia
Collins nasceu no número 11 da New Cavendish Street, Marylebone, Londres, em 1824. Era filho do pintor da Academia Real Inglesa, William Collins, e de sua esposa, Harriet Geddes. Nomeado em homenagem ao pai, Collins se tornaria conhecido por seu segundo nome, em homenagem ao avô, o pintor David Wilkie. A família se mudaria para a Pond Street, em Hampstead, em 1826 após seu nascimento. em 1828, seu irmão Charles Allston Collins nasceu. 
Entre 1829 e 1830, a família se mudaria duas vezes, primeiro para a Hampstead Square e depois para  Porchester Terrace, em Bayswater. Collins e seu irmão estudaram primeiro em casa, com a mãe, bastante religiosa, que forçava os meninos a seguir rigidamente o calendário da igreja, o que Wilkie detestava.
Em 1835, Collins começou a estudar em uma escola de Maida Vale. De 1836 a 1838, morou na Itália e na França, locais que lhe serviriam de inspiração depois. Collins se tornou fluente em italiano e francês nessa época. De 1838 a 1840, Collins estudou em uma escola particular em Highbury, lugar que não gostou de frequentar.
Em 1840, sua família se mudou de volta para a Inglaterra, quando Collins tinha 17 anos e era aprendiz em uma empresa de comerciantes de chá, pertencente a um amigo de seu pai. Collins trabalhou na empresa por cerca de cinco anos.

## Carreira
Seu primeiro conto, "The Last Stage Coachman", foi publicado na revista Illuminated Magazine em agosto de 1843. No ano seguinte, viajou para Paris, onde escreveu seu primeiro livro, Iolani, or Tahiti as It Was; a Romance, que submeteu para a avaliação de uma editora, mas foi rejeitado. O livro permaneceu não publicado durante sua vida. Enquanto escrevia seu livro, seu pai descobriu que o filho não tinha interesse em ser pintor tampouco um clérigo, que era seu desejo inicial.
Seu primeiro livro foi Memoirs of the Life of William Collins, Esq., R. A., publicado em 1848, uma biografia de seu pai, que faleceu em 1847. Nesa época, a família se mudou para a Blandford Square. Seu livro Antonina foi publicado em fevereiro de 1850. Collins conseguiu concluir os estudos em direito e foi aprovado no exame da ordem em 1851. Ainda que nunca tenha trabalhado como advogado, ele usou o conhecimento em leis em vários de seus livros.

## Vida pessoal
Em 1858, Collins foi morar com Caroline Graves e sua filha Harriet. Caroline vinha de família humilde, tendo se casado muito jovem, ainda criança e se tornado viúva ainda muito cedo. Collins cuidava de Harriet como se fosse sua própria filha e ficou responsável por toda a sua educação. O casal passou por uma breve separação, mas viveram juntos por bastante tempo. Collins não gostava da instituição do casamento, mas se manteve dedicado a Caroline e Harriet, considerando-as sua família e sua responsabilidade.
Caroline queria se casar com Collins e, ao ver sua relutância em oficializar a união, o deixou enquanto sofria uma grave crise de gota. Ela então se casou com um jovem rapaz chamado Joseph Clow, mas dois anos depois voltou para Collins.
Em 1868, Collins conheceu Martha Rudd, em Norfolk e os dois começaram a ter um caso. Ela tinha apenas 19 anos e vinha de uma família grande e pobre. Alguns anos depois, ela se mudou para Londres para ficar perto dele. A filha desse relacionamento, Marian, nasceu em 1869. A segunda filha, Harriet Constance, em 1871 e o filho, William Charles, em 1874. Por vinte anos, Collins dividiu sua vida com as duas mulheres, morando em Gloucester Place, com Caroline, mas visitando Martha com frequência, que morava na mesma região.

## Morte

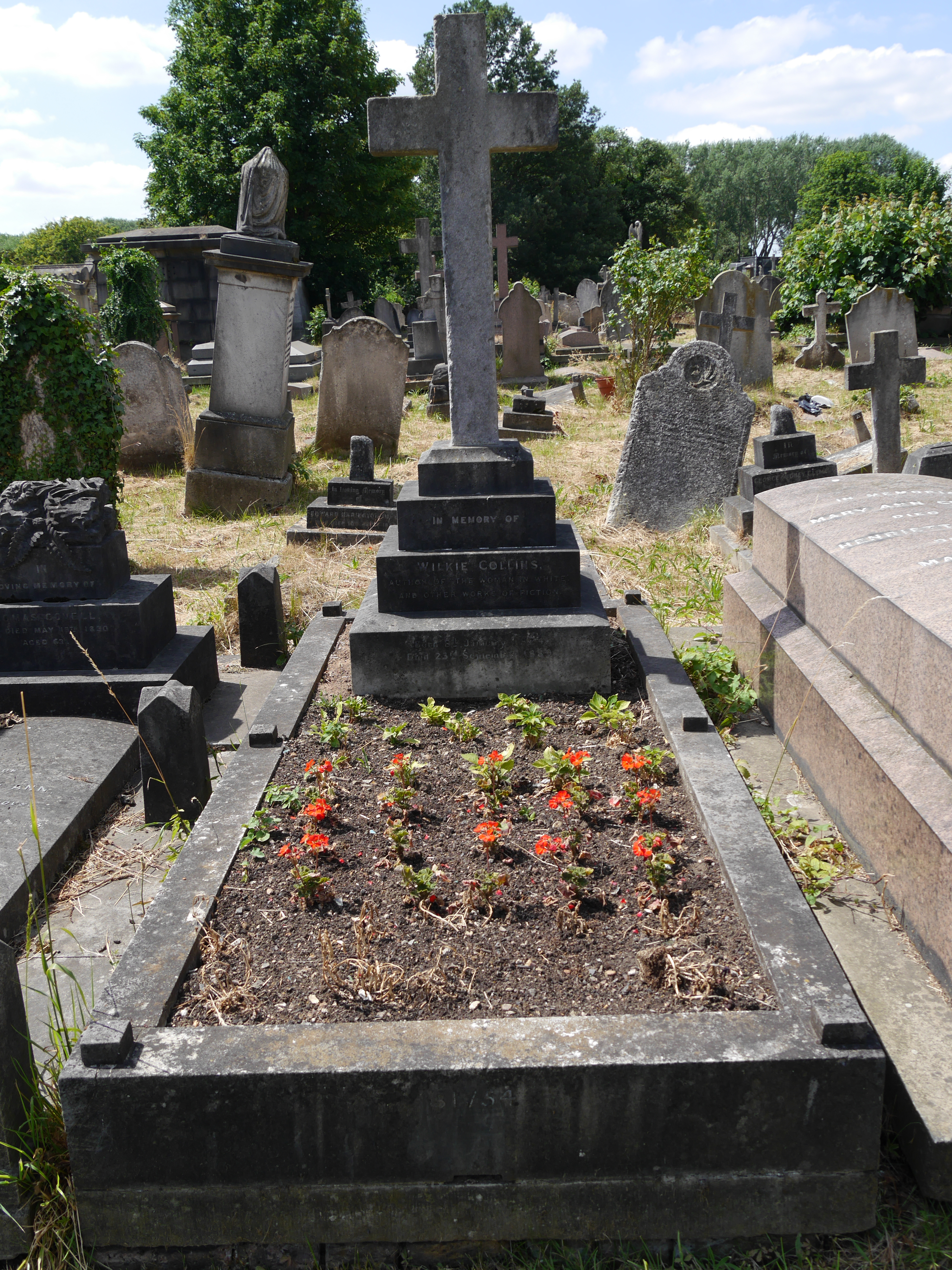
Túmulo de Collins no Cemitério Kensal Green

Collins morreu em 23 de setembro de 1889, em Londres, aos 65 anos, devido a um AVC. Ele foi sepultado no Cemitério de Kensal Green, na região oeste de Londres.

## Obras
- Basil (1852)
- Hide And Seek  (1854)
- The Dead Secret  (1856)
- The Frozen Deep (1857), uma peça escrita em parceria com Charles Dickens
- A House to Let (1858), um conto escrito em parceria com Charles Dickens, Elizabeth Gaskell e Adelaide Anne Procter
- The Haunted House um conto escrito em parceria com Charles Dickens, Elizabeth Gaskell, Adelaide Anne Proctor, George Sala e Hesba Stretton
- The Woman in White (1860)
- No Name  (1862)
- Armadale (1866)
- No Thoroughfare (1867), uma história e peça de teatro escrita em parceria com Charles Dickens
- The Moonstone (1868)
- Man and Wife  (1870)
- Poor Miss Finch (1872), dedicado a Frances Minto Elliot
- John Jago's Ghost ou The Dead Alive
- The New Magdalen (1873)
- The Law and the Lady (1875)
- The Two Destinies (1876)
- The Haunted Hotel, (1879) um conto publicado em série de junho a novembro de 1878
- The Fallen Leaves  (1879)
- Who Killed Zebedee? (1881)
- The Black Robe (1881)
- Heart And Science (1882-1883)
- The Evil Genius (1885)
- The Guilty River (1886)
- Legacy Of Cain (1888)
- Blind Love (1890 – por terminar, completado por Walter Besant)

### Roteiros adaptados
- The Moonstone (1934)
- The Woman in White (EUA 1948)
- The Moonstone  (RU, 7 episódios, 1959)
- The Woman in White (RU 1997)
- The Moonstone (RU 5 episódios 2016)